# Ergischhorn
Ergischhorn är en bergstopp i Schweiz.   Den ligger i distriktet Raron och kantonen Valais, i den södra delen av landet, 80 km söder om huvudstaden Bern. Toppen på Ergischhorn är 2 533 meter över havet.
Terrängen runt Ergischhorn är huvudsakligen mycket bergig. Närmaste större samhälle är Sierre, 15,5 km väster om Ergischhorn. 
I omgivningarna runt Ergischhorn växer i huvudsak blandskog. Runt Ergischhorn är det glesbefolkat, med 20 invånare per kvadratkilometer.